# Alžbětin palác v Bukurešti
Alžbětin palác v Bukurešti (rumunsky Palatul Elisabeta) je palác v bukurešťské ulici Kiseleff. Byl postaven v roce 1936 podle návrhu architekta Duiliu Marcua pro princeznu Alžbětu. Od roku 2001 je oficiálním sídlem členů rumunské královské rodiny, tj. princezny Markéty, jejího manžela prince Radua a její sestry, princezny Marie.

## Historie
Palác byl navržen v roce 1930 pro princeznu Alžbětu, dceru krále Ferdinanda I. a jeho manželky královny Marie a tetu budoucího krále Michala I. Autorem návrhu paláce byl rumunský architekt Duiliu Marcu. Diuliu byl rovněž autorem bukurešťského paláce Victoria a mnoha dalších významných budov, avšak veškerá probíhající výstavba byla na počátku 30. let pozastavena z důvodu velké hospodářské krize. Výstavba byla opět zahájena v roce 1936 a budova dokončena v prosinci 1937.
Princezna Alžběta, bývalá řecká královna, se v červenci 1935 rozvedla se svým manželem, sesazeným králem Řecka Jiřím II. a po rozvodu se usídlila v Banlockém paláci v Rumunsku. Realizace paláce byl pro Alžbětu zhmotněním dávného snu, který se zrodil během let strávených v Řecku. Ve svých vzpomínkách napsala: "Snad jediná věc, po které opravdu toužím je vlastní dům, který bych mohla nazývat skutečným domovem. To bylo moje největší přání od mých 17 let. Vybudovat si vlastní útulný domov, který bych mohla vylepšovat, milovat, který by skýtal pohostinnost a radost všem, kdo sdílejí tento pocit. Věřím, že takový dům by mne učinil doopravdy šťastnou. K této naději jsem se upínala po svém návratu do Rumunska".
Palác byl oficiálním sídlem princezny Alžběty do roku 1944, kdy král Michal I. ve svém státním převratu svrhl pronacistickou vládu a poté z bezpečnostních důvodů opustil bukurešťský královský palác, oficiální sídlo rumunských králů (v odplatě za provedení převratu palác bombardovala Luffwaffe), a přestěhoval se i se svou matkou do Alžbětina paláce, aby byl přímo v centru města. Princezna Alžběta se přestěhovala do paláce Copăceni.
30. prosince 1947 byl palác obklíčen a král Michal zde byl komunisty donucen abdikovat. Později prohlásil, že tak učinil pod namířenou hlavní v paláci obleženém povstalci komunistické jednotky Tudor Vladimirescu a pod hrozbou popravení tisíce uvězněných studentů. Po abdikaci krále Michala a nástupu komunistů k moci, po dobu trvání socialistické republiky byl převážně palác pustý.

### Současnost
Situace se změnila až v roce 2001, kdy se královská rodina skoro po padesáti letech exilu vrátila do Rumunska. V roce 2001 Rumunský senát schválil návrh, aby byl palác předán zpět královské rodině jako rezidence k doživotnímu užívání. Prezident Traian Băsescu palác osobně předal členům rodiny. Od té doby v něm sídlí členové královské rodiny a jsou zde přijímány zahraniční návštěvy, hlavy států, panovníci a politici, stejně jako domácí politické, kulturní, ekonomické či akademické osobnosti.

## Galerie

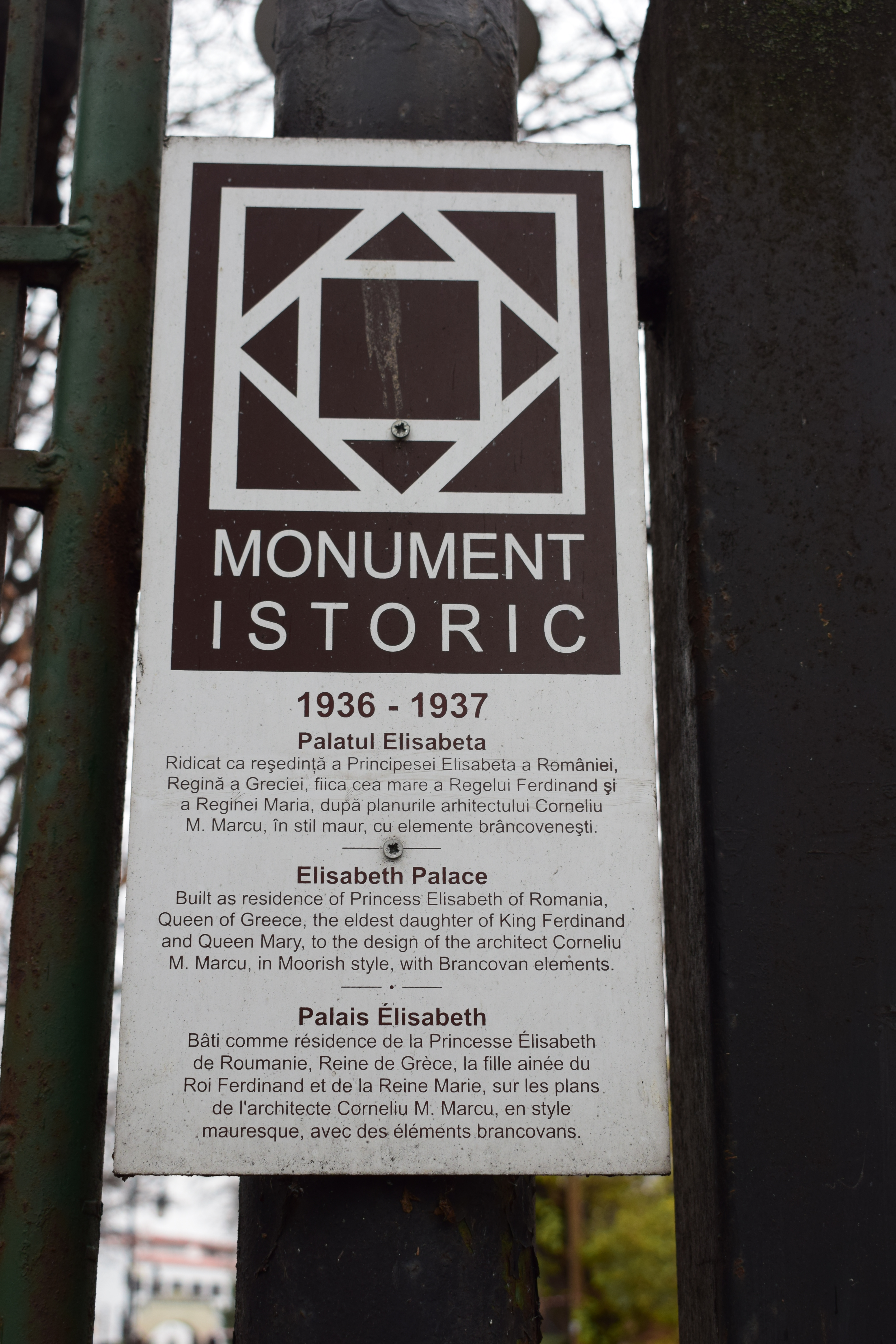
Trojjazyčná cedule na hlavní bráně v krátkosti popisuje historii budovy.
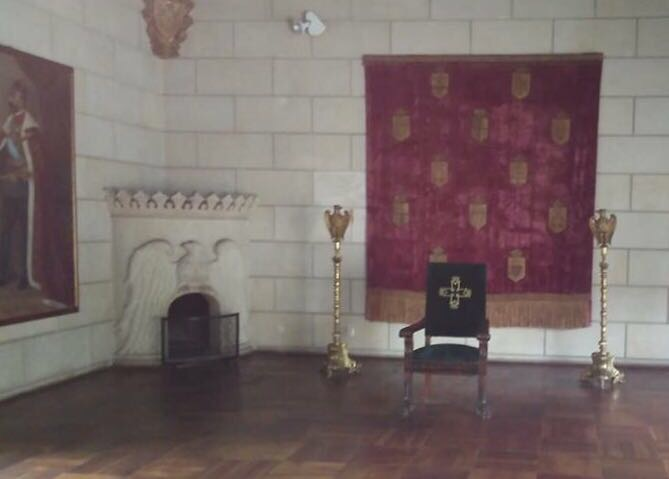
Trunní sál
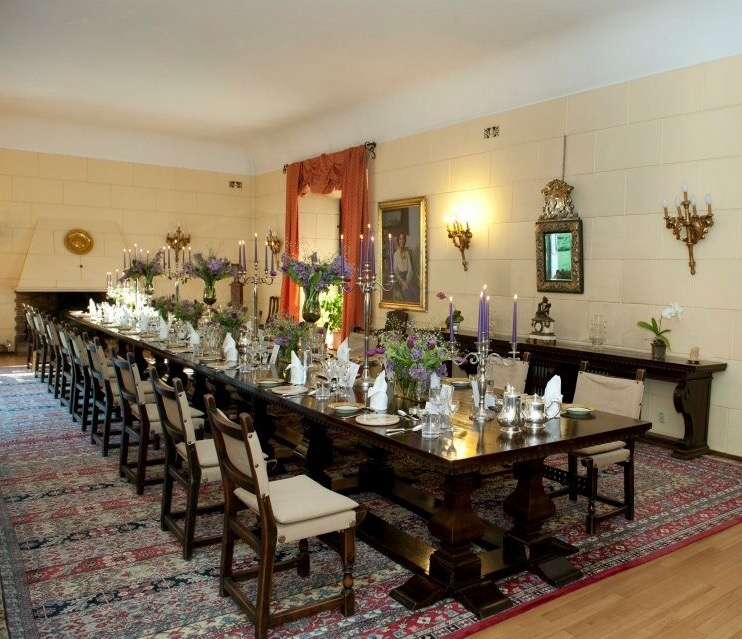
Jídelna
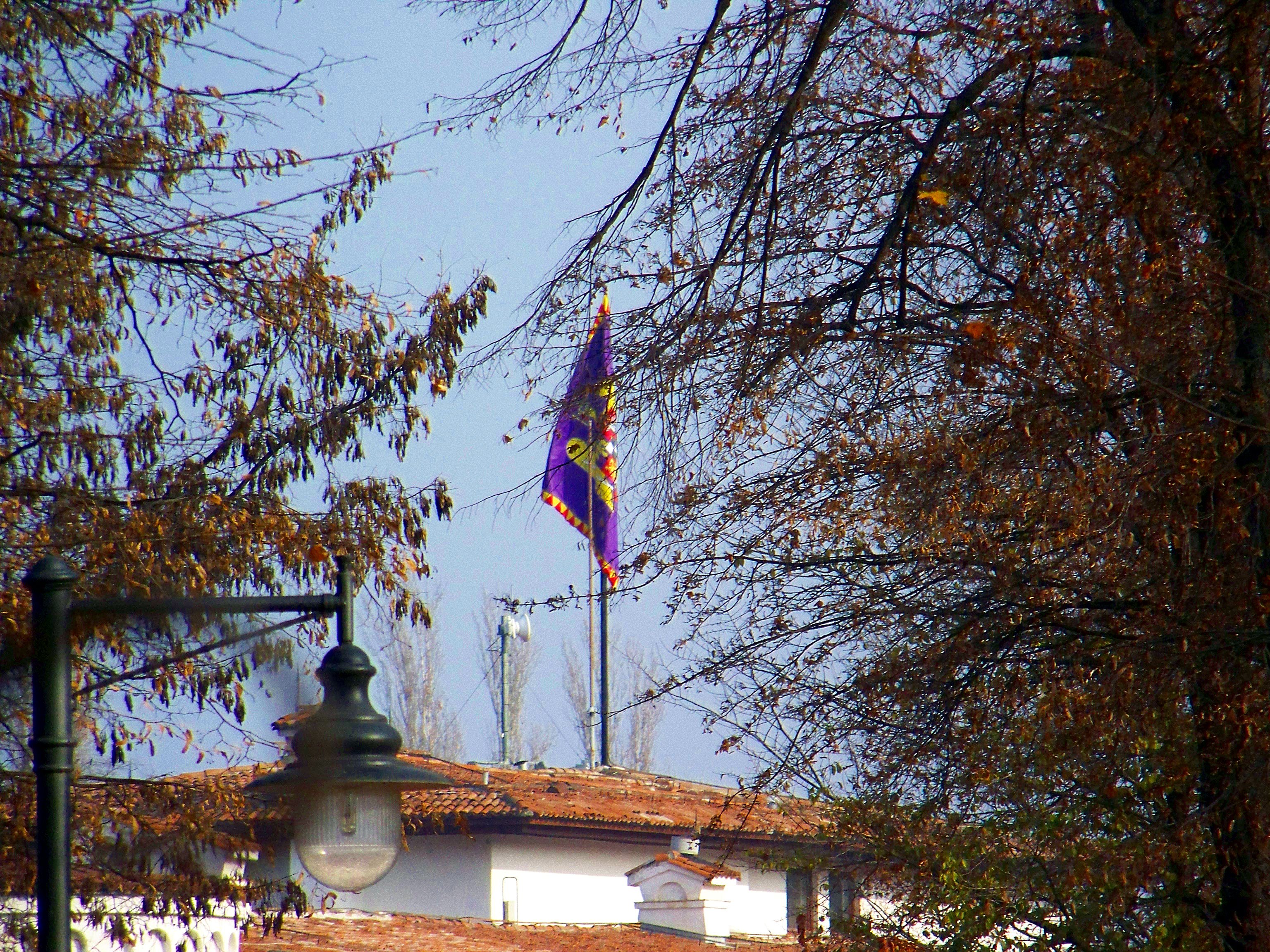
Královská standarta na paláci
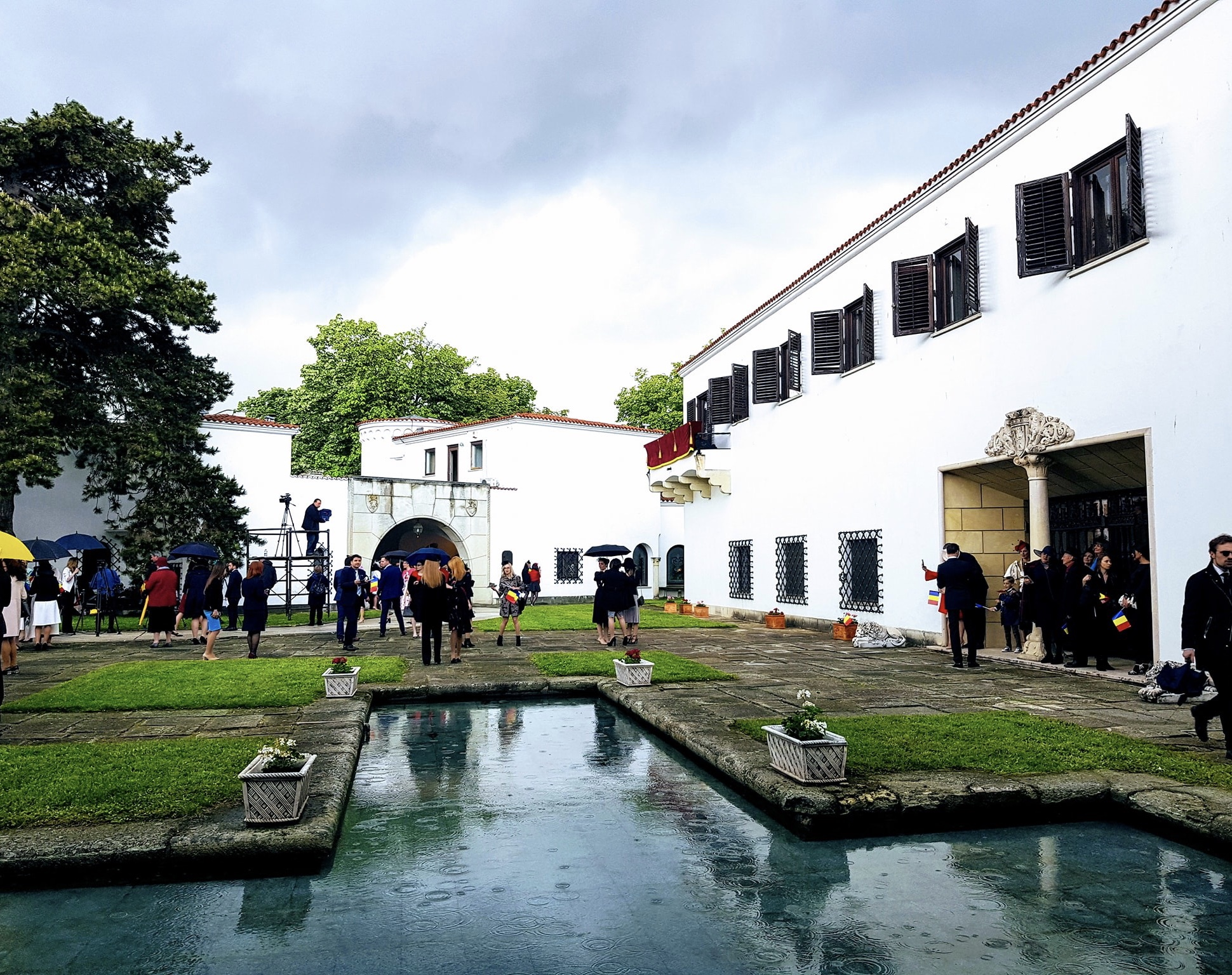
Nádvoří paláce
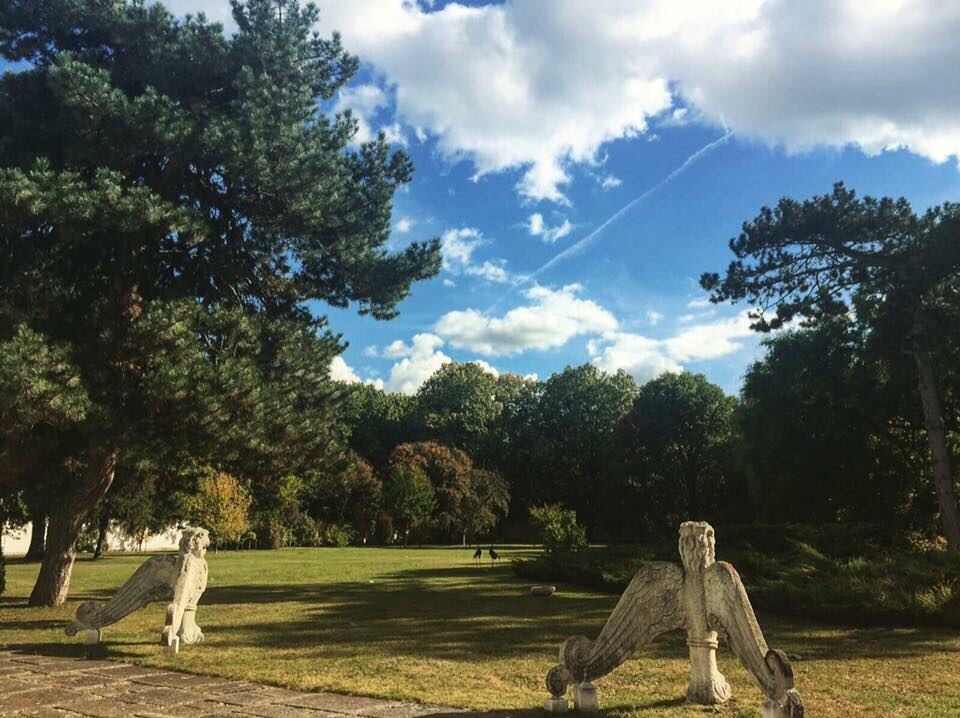
Skulptury v zahradách